# Armando Volpi
Armando Volpi (Roma, 1888 – Milano, 1952) è stato un poeta e pittore italiano.
Poeta romanesco, celebratore della "romanità".
Si espresse anche come attore di café chantant prima e di avanspettacolo dopo, nel corso degli anni '30. Considerato maestro e "gloria romana" dall'amico Ettore Petrolini, creò la "macchietta romanesca". Fu pittore e fondatore di testate giornalistiche come "Voce Romana" e "Aquila romana". Nella sua produzione letteraria si ricordano le poesie "Per un fiore", "Quanno ce vô ce vô" ("Quando ci vuole ci vuole" da cui è derivato il modo di dire romanesco, poi italianizzato), "La cammeretta del poeta", "La donna e er fiore", "Mamma"; tra le pubblicazioni i volumi: "Bagliori di Gloria" e "Fiori sospiri e.... Mozzichi".
Fu anche antiquario e gestore di gallerie d'arte a Roma.